# Animal Ambition
Animal Ambition: An Untamed Desire to Win (dt. Tierischer Ehrgeiz: Ein ungezähmtes Verlangen zu gewinnen) ist das fünfte Studioalbum des US-amerikanischen Rappers 50 Cent. Es erschien am 30. Mai 2014 über sein eigenes Label G-Unit Records und Caroline Records.

## Produktion
Fast jedes Lied des Albums wurde von einem anderen Produzenten produziert. Lediglich Jake One ist mit zwei Instrumentals (Hustler, The Funeral) auf Animal Ambition vertreten. Je ein Beat stammt von Frank Dukes (Hold On), Charli Brown Beatz (Don’t Worry ’Bout It), Swiff D (Animal Ambition), Shamtrax (Pilot), Dr. Dre, Dawaun Parker und Mark Batson (Smoke), Steve Alien (Everytime I Come Around), G Rocka und Medi (Irregular Heartbeat), JustHustle und Kyle Justice (Twisted), Ky Miller (Winners Circle), Ty Fyffe (Chase the Paper), Soul Professa (You Know) sowie Nascent und QB (Flip on You). 50 Cent fungierte bei seinem Album als Ausführender Produzent, produzierte aber kein Instrumental selbst.

## Covergestaltung
Das Albumcover zeigt den Kopf eines Löwen, der den Betrachter mit geöffnetem Maul ansieht. Oben Links befindet sich 50 Cents Logo 50 und oben rechts die weißen Schriftzüge Animal Ambition sowie An Untamed Desire to Win.

## Gastbeiträge
Auf sieben bzw. acht Liedern des Albums sind neben 50 Cent andere Künstler vertreten. So hat der Rapper Yo Gotti einen Gastauftritt beim Song Don’t Worry ’Bout It, während Trey Songz in Smoke zu hören ist. Chase the Paper ist eine Kollaboration mit den Rappern Prodigy, Styles P. und Kidd Kidd, wobei letzterer auch auf den Stücken Everytime I Come Around und Irregular Heartbeat (neben Jadakiss) vertreten ist. Bei Twisted wird 50 Cent von dem niederländischen Rapper Mr. Probz unterstützt und Guordan Banks tritt auf Winners Circle in Erscheinung. Zudem ist der Rapper Schoolboy Q in dem Bonussong Flip on You zu hören.

## Titelliste
| #  | Titel                   | Gastbeiträge                     | Produzent(en)                          | Dauer |
| -- | ----------------------- | -------------------------------- | -------------------------------------- | ----- |
| 1  | Hold On                 |                                  | Frank Dukes                            | 3:46  |
| 2  | Don’t Worry ’Bout It    | Yo Gotti                         | Charli Brown Beatz                     | 4:01  |
| 3  | Animal Ambition         |                                  | Swiff D                                | 3:08  |
| 4  | Pilot                   |                                  | Shamtrax                               | 3:20  |
| 5  | Smoke                   | Trey Songz                       | Dr. Dre, Dawaun Parker und Mark Batson | 3:50  |
| 6  | Everytime I Come Around | Kidd Kidd                        | Steve Alien                            | 3:10  |
| 7  | Irregular Heartbeat     | Jadakiss und Kidd Kidd           | G Rocka und Medi                       | 3:39  |
| 8  | Hustler                 |                                  | Jake One                               | 3:05  |
| 9  | Twisted                 | Mr. Probz                        | JustHustle und Kyle Justice            | 3:14  |
| 10 | Winners Circle          | Guordan Banks                    | Ky Miller                              | 3:23  |
| 11 | Chase the Paper         | Prodigy, Kidd Kidd und Styles P. | Ty Fyffe                               | 4:17  |

Bonussongs der Deluxe-Edition:
| #  | Titel       | Gastbeiträge | Produzent(en)  | Dauer |
| -- | ----------- | ------------ | -------------- | ----- |
| 12 | The Funeral |              | Jake One       | 2:52  |
| 13 | You Know    |              | Soul Professa  | 3:01  |
| 14 | Flip on You | Schoolboy Q  | Nascent und QB | 3:19  |

+ Musikvideos zu 13 Liedern

## Rezeption
Animal Ambition wurde von Kritikern überwiegend durchschnittlich bewertet. Die Seite Metacritic errechnete aus 16 Kritiken englischsprachiger Medien einen Schnitt von 53 %.
David Maurer von laut.de bewertete das Album mit drei von möglichen fünf Punkten. Animal Ambition klinge wie „hängengeblieben im Jahr 2005,“ wobei 50 Cent „über die leicht angestaubten Beats stets passabel“ rappe und „immer wieder für nostalgische und durchaus unterhaltsame Momente“ sorge. Zudem werden die „provokativ gemächlich gesungenen Hooks“ und auch die meisten Gastbeiträge positiv hervorgehoben.
Für Hiphop.de schrieb Aria Nejati, Animal Ambition scheine „ein überdurchschnittlicher bei-der-Stange-Halter zu sein“. 50 Cent bringe zwar die harten Straßentracks mit einer „gekonnt kühlen Selbstverständlichkeit an den Hörer“, die Radio-Songs würden aber „noch nicht wie die globalen Megahits [klingen], die man von ihm gewohnt“ sei. 50 Cent habe sich Vergleiche mit seinem Magnum Opus Get Rich or Die Tryin’ „anhand von Aussagen in Interviews vor dem Release selber aufgezwungen“, müsse sich aber „in erster Linie mit der aktuellen Rapszene messen.“

## Chartplatzierungen und Singles
Animal Ambition stieg am 16. Juni 2014 auf Platz 35 in die deutschen Albumcharts ein und verließ die Top 100 in der folgenden Woche. In den USA erreichte das Album Position 4 und hielt sich 13 Wochen in den Top 200.
Beginnend am 18. März 2014 mit den Songs Don’t Worry ’Bout It und Hold On wurden nahezu im wöchentlichen Rhythmus alle elf Lieder der Standard-Edition des Albums, inklusive Musikvideos, veröffentlicht und als Singles zum Download ausgekoppelt. Von den Tracks konnte sich lediglich Pilot für eine Woche auf Platz 95 der britischen Charts platzieren.
| ChartsChartplatzierungen       | Höchstplatzierung | Wochen |
| ------------------------------ | ----------------- | ------ |
| Deutschland (GfK)              | 35 (1 Wo.)        | 1      |
| Österreich (Ö3)                | 38 (1 Wo.)        | 1      |
| Schweiz (IFPI)                 | 9 (4 Wo.)         | 4      |
| Vereinigte Staaten (Billboard) | 4 (13 Wo.)        | 13     |
| Vereinigtes Königreich (OCC)   | 21 (2 Wo.)        | 2      |

| ChartsJahrescharts (2014)      | Platzierung |
| ------------------------------ | ----------- |
| Vereinigte Staaten (Billboard) | 187         |